# Orania archboldiana
Orania archboldiana är en enhjärtbladig växtart som beskrevs av Karl Ewald Maximilian Burret. Orania archboldiana ingår i släktet Orania och familjen Arecaceae. Inga underarter finns listade i Catalogue of Life.